# Antimonbergbau Schlaining

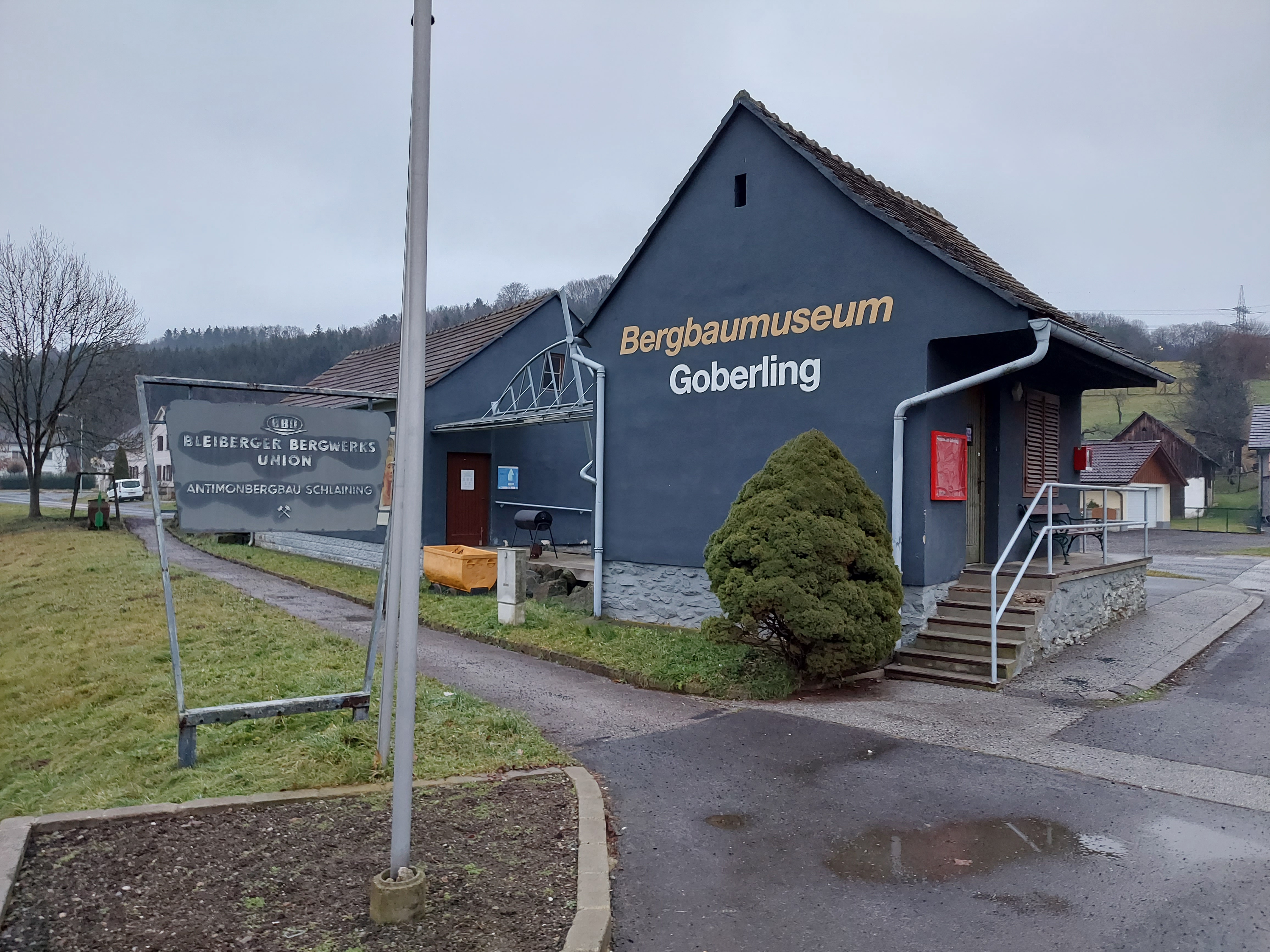
Bergbaumuseum in Goberling

Der Antimonbergbau Schlaining ist ein ehemaliges Antimon-Bergwerk im Bereich der Dörfer Goberling, Bergwerk und Neustift im Gebiet der burgenländischen Gemeinde Stadtschlaining.

## Geschichte
Bereits in der ersten Hälfte des 18. Jahrhunderts dürfte das im Tal der Tauchen gelegene Antimonvorkommen im Bereich der Ortschaften Goberling – Neustift – Bergwerk bekannt gewesen sein, dieses tritt auch im niederösterreichischen Maltern zu Tage. Im Jahr 1744 wurden Proben aus der Region in die Bergakademie Schemnitz gebracht, um sie auf das Vorhandensein von Kupfer und Silber untersuchen zu lassen. Darunter befand sich auch Antimonerz aus dem Sauerbrunngraben bei Goberling. Für 1770 ist der Betrieb eines Antimonbergwerkes durch Joseph von Fernstein in Neustift belegt. Ein weiterer Abbau wurde allerdings schon nach zwei Jahren wieder eingestellt. Durch Ausgabe von Anteilsscheinen wurde versucht, das nötige Kapital aufzubringen, man fand aber nicht genügend Interessenten.
1859 führte der deutschböhmische Bergwerksunternehmer Karl Daubrava, welcher ehemals in esterhazyschen Diensten stand und der Besitzer des Kupferbergwerkes in Glashütten bei Schlaining war, erfolgreiche Aufschlussarbeiten im Bereich von Goberling durch. Da er allerdings über zu wenig Betriebskapital verfügte, verkaufte er die Schürfrechte an den Unternehmer J. E. von Körmendy. Dieser begann mit dem Abbau, erweiterte diesen mit finanzieller Unterstützung von J. M. Miller & Co. in Wien und baute eine Verhüttungsanlage. 1869 wurde eine erste, 12 PS starke Dampfmaschine in Betrieb genommen. Allerdings wurde schon 1876 der Konkurs über den Bergbau eröffnet und Miller übernahm den Betrieb. Der neue Eigentümer errichtete im Jahr 1881 eine große Aufbereitungsanlage und 1884 eine neue Schmelzhütte, auch der Abbau konnte aufgrund der hohen Nachfrage erweitert werden. In der Grube waren zu dieser Zeit 86 Männer, 15 Frauen und 7 Kinder beschäftigt, dazu noch 37 Männer und 7 Kinder am Hochofen. Die Förderung erfolgte mittels hölzerner Grubenbahnen, es gab eine dampfbetriebene Fördermaschine und ein Schöpfwerk.

### Blütezeit und erster Niedergang

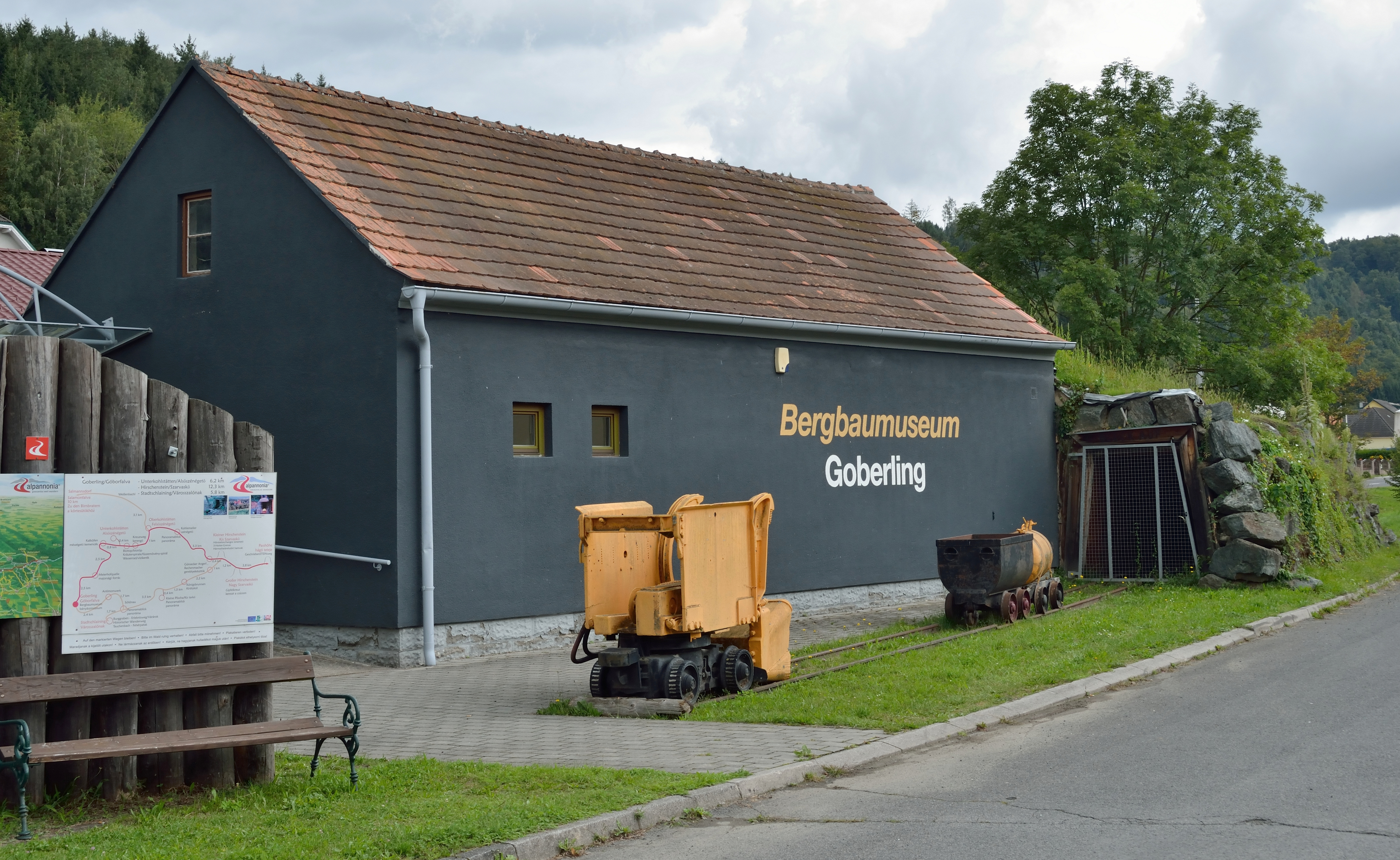
Gerätschaften vor dem Bergbaumuseum

Die Produktion konnte kontinuierlich gesteigert werden, 1892 waren bereits 116 Männer, 23 Frauen und 9 Kinder im Bergwerk beschäftigt, dazu kamen 30 Männer am Hochofen. Hauptabnehmer des hier geförderten Erzes war vor allem Italien. Nicht nur das eigene Erz wurde verarbeitet, es wurde auch Antimon aus Bosnien und Oberungarn verhüttet. Die zur Feuerung des Hochofens und der Dampfmaschinen notwendige Kohle kam aus dem ungarischen Ajka. In den Jahren 1894 bis 1896 erwirtschaftete das Werk einen Verlust, da der Preis für Antimon stark fiel. Zudem machten Wassereinbrüche und Stolleneinstürze dem Bergbau zu schaffen. Der Großteil der Produktion wurde nun hauptsächlich nach Deutschland exportiert. 1901 wurde der Betrieb elektrifiziert, wodurch die Produktionskosten etwas gesenkt werden konnten. Auch anfängliche Probleme mit dem damals neuen Verfahren der Elektrolyse konnten überwunden werden. 1902 wurden bereits 54.000 Zentner Material mit einem Antimongehalt von 8,79 % gefördert. Insgesamt wurden in diesem Jahr 15.288 Zentner reines Antimon erzeugt. 1903 waren die Antimonpreise so stark gefallen, dass an eine Einstellung des Bergbaus gedacht wurde. Im Folgejahr verbesserte sich die triste wirtschaftliche Situation wegen des Russisch-Japanischen Krieges allerdings schlagartig, da die billige Konkurrenz aus dem Fernen Osten wegfiel. Zum Problem wurde nun der Mangel an qualifizierten Arbeitskräften, da viele Menschen aus der strukturschwachen Region abwanderten. 1906 wurden neue Aufschlüsse in Betrieb genommen, die Förderung in den alten Gruben wurde eingestellt und konzentrierte sich auf das Revier "Kurtwald", zwei Kilometer östlich des bisherigen Bergwerks. 1907 wurde ein neuer Röstofen angeschafft und ein Hochofengebäude errichtet.
Die folgenden Jahre bis zum Ersten Weltkrieg waren durch stetige Überproduktion bei sinkendem Absatz gekennzeichnet. Bis 1911 sank die Zahl der Arbeiter auf daher auf 143, im Jahr 1914 mussten 120 Arbeiter entlassen werden. Erst mit Kriegsbeginn konnten die vorhandenen Lagerbestände abgebaut werden, im Ersten Weltkrieg war das Bergwerk ein kriegswichtiger Betrieb und erfuhr eine starke Produktionssteigerung. 1917 entstand schließlich die Szalónaker Bergbau Aktiengesellschaft mit Sitz in Budapest, welche die Antimon- und Schwefelkiesbergwerke der Firma Miller & Co. übernahm (wobei diese Hauptaktionär wurde). 1918 wurde der Bau einer Anschlussbahn nach Großpetersdorf zum Anschluss an die Pinkatalbahn geplant, allerdings scheiterte die Finanzierung des Baues. Um weiterhin konkurrenzfähig zu bleiben, wurde in den Jahren 1919 bis 1922 durch Bleichert & Co. eine dampfbetriebene, 8,3 Kilometer lange Drahtseilbahn vom Antimonwerk bis zum Bahnhof in Bad Tatzmannsdorf mit Zweig nach Glashütten errichtet. Über diese konnte Braunkohle aus dem Tagebau in Mariasdorf-Tauchen über Oberschützen und Tatzmannsdorf an das Bergwerk geliefert werden. 1921 kam der Bergbau mit dem neu entstandenen Burgenland schließlich zu Österreich.

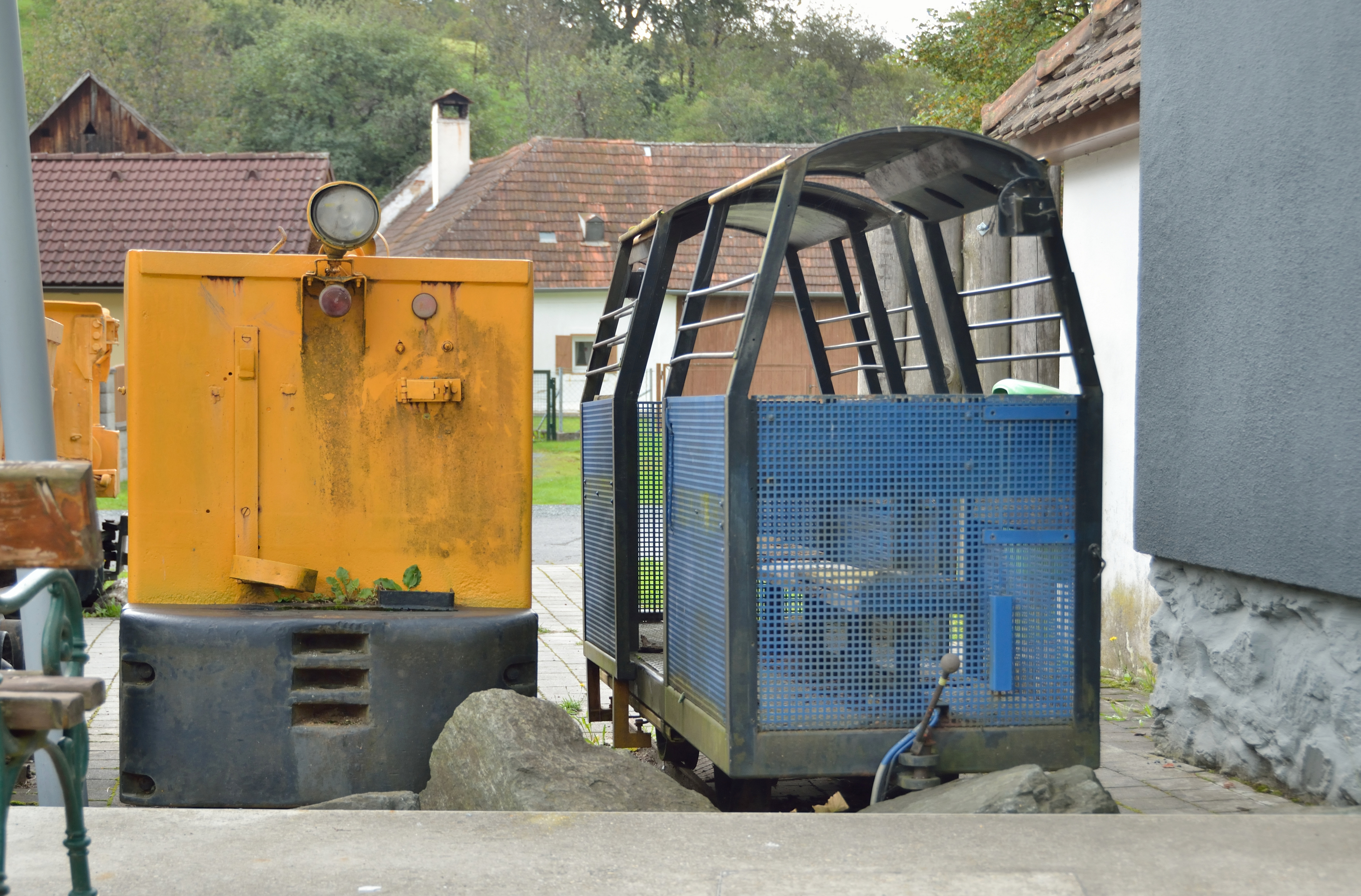
Grubenbahnfahrzeuge, links eine Jenbacher Feldbahnlok

Ab dem Jahr 1923 wurde das Antimonbergwerk fortlaufend modernisiert, es wurden neue Maschinen angeschafft und eine neue Aufbereitungsanlage errichtet. 1926 waren bereits 437 Arbeitskräfte im Betrieb beschäftigt. Der Aufschwung währte allerdings nur kurz, denn im Folgejahr brach die Schlaininger Bergbau AG aufgrund der mangelnden Rentabilität des Bergbaus finanziell zusammen, woraufhin ein Bankenkonsortium den Betrieb weiterführte. 1929 brach in der Aufbereitung des Reviers Neustift ein verheerender Brand aus, woraufhin die gesamte Produktion eingestellt werden musste. 1931 wurde die Schlaininger Bergbau Aktiengesellschaft schließlich liquidiert, am 21. Jänner 1933 brannte das Kanzleigebäude mit dem Großteil der Unterlagen des Bergwerksbetriebes ab.
Im Folgejahr begann die Firma Gößner in Neustift mit der Aufbereitung der vorhandenen Halden und nahm den Abbau im kleinen Rahmen wieder auf. Nach dem Anschluss Österreichs begann im Mai 1938 zudem die Thüringer Rohstoff AG (Thürag), eine Tochterfirma der bedeutenden Rüstungsfirma Friedrich Krupp AG, mit dem Abbau. Sie übernahm auch den Anteil der Firma Gößner. 1940 wurde der Antimonbergbau der Kärntner Bergbau Ges. m. b. H. angeschlossen, die den Betrieb während des Zweiten Weltkrieges stark erweiterte. Beim Rückzug der Deutschen Wehrmacht wurde 1945 ein Stolleneingang gesprengt, die Werkseinrichtungen zerstört bzw. demontiert.

### Nachkriegszeit

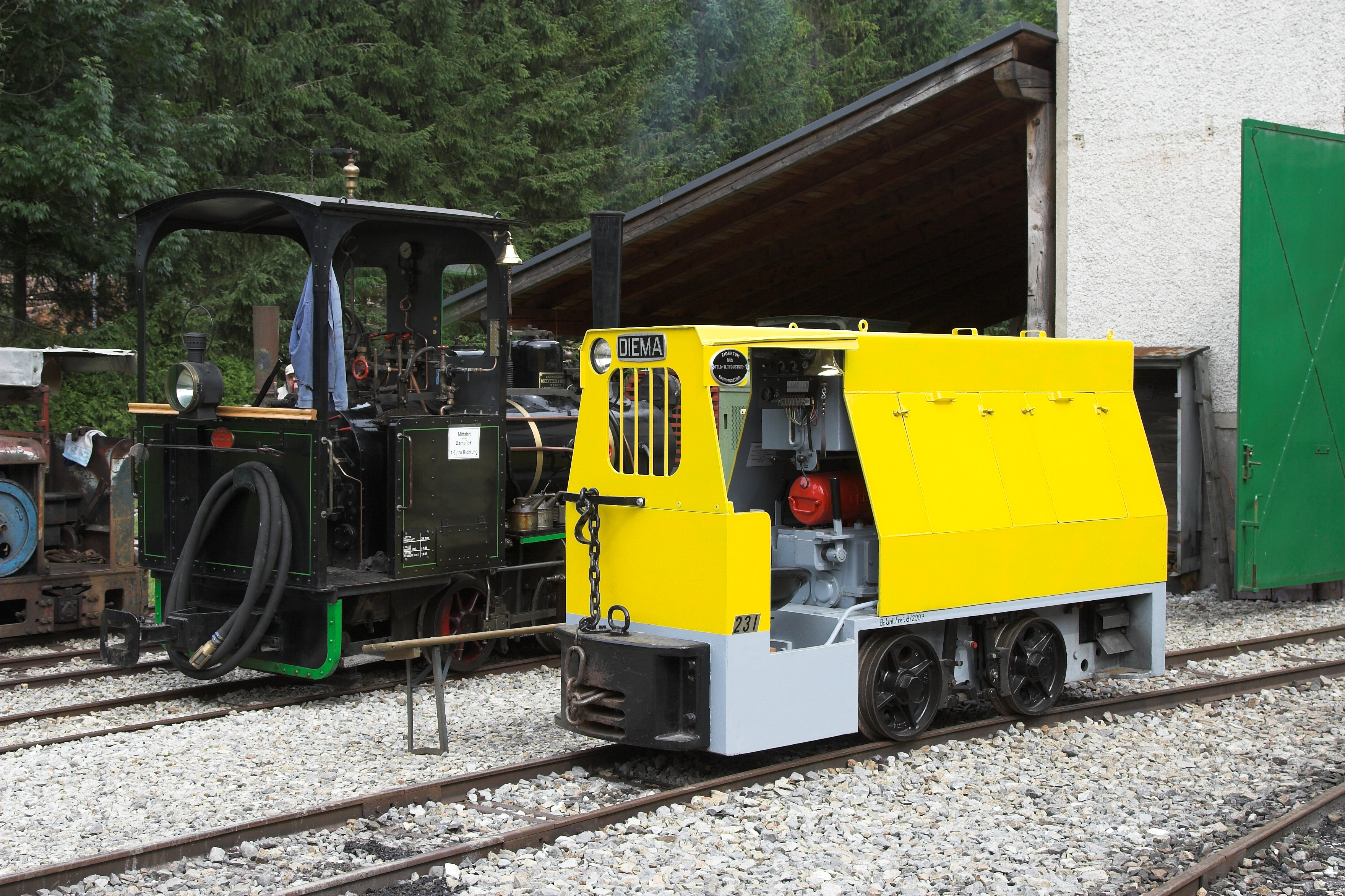
Diema 4726 als restauriertes Exponat im Feld- und Industriebahnmuseum in Freiland

Bereits im Sommer 1945 wurde mit dem Wiederaufbau des Bergwerks begonnen, welches von der russischen Besatzungsmacht als "deutsches Eigentum" übernommen wurde und bis 1955 Teil der USIA war. In dieser Zeit wurden keine Investitionen getätigt, der Abbau jedoch intensiv betrieben. Erst nach der Rückgabe im Zuge des Österreichischen Staatsvertrages konnte der heruntergewirtschaftete Betrieb mit Staats- und Landeshilfen wieder konsolidiert werden, er wurde verstaatlicht und der Bleiberger Bergwerks Union (BBU) angeschlossen. In den folgenden Jahrzehnten wurden mehrmals neue Erzlager aufgeschlossen. Das Gleisnetz der Grubenbahn in Spurweite 600 mm erreichte Mitte der 1980er Jahre eine Länge von über 4 Kilometern, wovon lediglich 700 Meter über Tage lagen.
Ende der 1980er Jahre zeichnete sich das Ende des Bergbaus aufgrund Erschöpfung der Vorkommen und sinkender Nachfrage ab, 1988 wurde ein Teil des rund 70 Kilometer Stollen umfassenden Betriebes von der BBU wegen „Auserzung“ eingestellt. 1989 waren nur mehr 67 Arbeiter und 9 Angestellte im Antimonbergbau Schlaining beschäftigt, mit 28. Juni 1991 wurde der letzte Abbau stillgelegt. Angeblich sind die Vorkommen jedoch noch nicht zur Gänze erschöpft.
Heute erinnert das Bergbaumuseum im Ortsteil Goberling an den Antimonbergbau, hier sind unter anderem originale Gerätschaften und ein Schaustollen zu sehen. In den ehemaligen Revieren findet man hingegen nur mehr wenige Zeugen des ehemaligen Bergwerks, zumeist Fundamente von Gebäuden und verschlossene Stollenmundlöcher. Die ehemaligen Gruben und Halden sind mittlerweile verschüttet, zugewachsen und verbaut, die meisten Gebäude wurden abgerissen. Zwei Diema-Grubenlokomotiven finden sich heute im Feld- und Industriebahnmuseum Freiland.
Mehrmals spülte seit der Schließung des Bergbaus Regenwasser größere Mengen an Eisen aus den ehemaligen Stollen und färbte damit den Tauchenbach Orange, zuletzt wurde 2020 darüber in den Medien berichtet.